# Плиоцен
| Еон                         | Ера Продължителност    | Период                 | Начало в млн. г. |
| --------------------------- | ---------------------- | ---------------------- | ---------------- |
| Фанерозой                   |                        |                        |                  |
| Неозой 65,5 млн. г.         | Кватернер              | 2,588                  |                  |
| Неозой 65,5 млн. г.         | Неоген                 | 23,03                  |                  |
| Неозой 65,5 млн. г.         | Палеоген               | 65,5                   |                  |
| Мезозой 185,5 млн. г.       | Креда                  | 145,5                  |                  |
| Мезозой 185,5 млн. г.       | Юра                    | 199,6                  |                  |
| Мезозой 185,5 млн. г.       | Триас                  | 251                    |                  |
| Палеозой 291 млн. г.        | Перм                   | 299                    |                  |
| Палеозой 291 млн. г.        | Карбон                 | 359,2                  |                  |
| Палеозой 291 млн. г.        | Девон                  | 416                    |                  |
| Палеозой 291 млн. г.        | Силур                  | 443,7                  |                  |
| Палеозой 291 млн. г.        | Ордовик                | 488,3                  |                  |
| Палеозой 291 млн. г.        | Камбрий                | 542                    |                  |
| Протерозой                  |                        |                        |                  |
| Неопротерозой 458 млн. г.   | Едиакарий              | 630                    |                  |
| Неопротерозой 458 млн. г.   | Криоген                | 850                    |                  |
| Неопротерозой 458 млн. г.   | Тоний                  | 1 000                  |                  |
| Мезопротерозой 600 млн. г.  | Стений                 | 1 200                  |                  |
| Мезопротерозой 600 млн. г.  | Ектасий                | 1 400                  |                  |
| Мезопротерозой 600 млн. г.  | Калимий                | 1 600                  |                  |
| Палеопротерозой 900 млн. г. | Статерий               | 1 800                  |                  |
| Палеопротерозой 900 млн. г. | Орозирий               | 2 050                  |                  |
| Палеопротерозой 900 млн. г. | Рясий                  | 2 300                  |                  |
| Палеопротерозой 900 млн. г. | Сидерий                | 2 500                  |                  |
| Архай                       | Неоархай 300 млн. г.   | Неоархай 300 млн. г.   | 2 800            |
| Архай                       | Мезоархай 400 млн. г.  | Мезоархай 400 млн. г.  | 3 200            |
| Архай                       | Палеоархай 400 млн. г. | Палеоархай 400 млн. г. | 3 600            |
| Архай                       | Еоархай                | Еоархай                | 4 000            |
| Хадей                       | Хадей                  | Хадей                  | 4 540            |

Плиоцен (на английски: Pliocene) е геоложка епоха, започнала преди 5,332 милиона години и завършила преди 2,588 милиона години. Това е втората и най-скорошна епоха от периода неоген на ценозойската ера. Епохата на Плиоцена се предшества от тази на Миоценa и е последван от Плейстоцена. Преди преразглеждането през 2009 г. на геоложката скала на времето, големите заледявания бяха поставяни изцяло в рамките на Плейстоцена, Сега се приема че Плиоцен също има ледников (Геласийски) период, който е продължил от преди 2,588 милиона години допреди 1,805 милиона години.
Автор на термина Плиоцен е шотландският учен Чарлз Лайъл. Името идва от гръцките думи πλεῖον (pleion, „повече“) и καινός (kainos „нови“) и означава приблизително „продължение на последните“, позовавайки се по същество на съвременните морски мекотели.
Както и с други по-стари геоложки периоди, геоложките пластове, които определят началото и края са добре идентифицирани, но точните дати на началото и края на епохата са малко несигурни. Границите, определящи началото на Плиоцена, не са определени и не могат лесно да бъдат идентифицирани по целия свят, а по-скоро се определят като регионални граници между топлия Миоцен и относително по-хладния Плиоцен. За горна граница се приема началото на плейстоценските заледявания.

## Растения
Промяната към климат с по-студени и сухи сезони оказва значително въздействие върху плиоценската растителност, като намаляват тропическите видове по света. Широколистните гори се увеличават, на север има предимно иглолистни гори и тундра. По всички континенти с изключение на Антарктида се разпростират ливади. Тропическите гори са ограничени в тясна ивица около екватора, като допълнение към сухите савани и пустините, обхващащи Азия и Африка.

## Животински свят
Както морските, така и сухоземните животни, по същество са съвременните, въпреки че сухоземните животни са малко по-примитивни от днешните. Първите признати хоминиди, австралопитеките, се появяват през плиоцена.
Тревопасните животни се по-големи, както и специализираните хищници. От плиоцена в България са известни 96 вида птици, сред които много изчезнали видове 